# تایفون کورکوت
تایفون کورکوت (انگلیسی: Tayfun Korkut؛ زادهٔ ۲ آوریل ۱۹۷۴) بازیکن فوتبال اهل ترکیه است.
از باشگاه‌هایی که در آن بازی کرده‌است می‌توان به باشگاه فوتبال اسپانیول، باشگاه ورزشی گنچلربیرلیغی، باشگاه فوتبال رئال سوسیداد، باشگاه فوتبال بشیکتاش، و باشگاه فوتبال فنرباغچه اشاره کرد.
وی همچنین در تیم‌های ملی فوتبال زیر ۲۱ سال ترکیه و ترکیه بازی کرده‌است.